# Apanteles subversor
Apanteles subversor är en stekelart som beskrevs av Vladimir Ivanovich Tobias och Kotenko 1986. Apanteles subversor ingår i släktet Apanteles och familjen bracksteklar. Inga underarter finns listade i Catalogue of Life.